# Dustbot

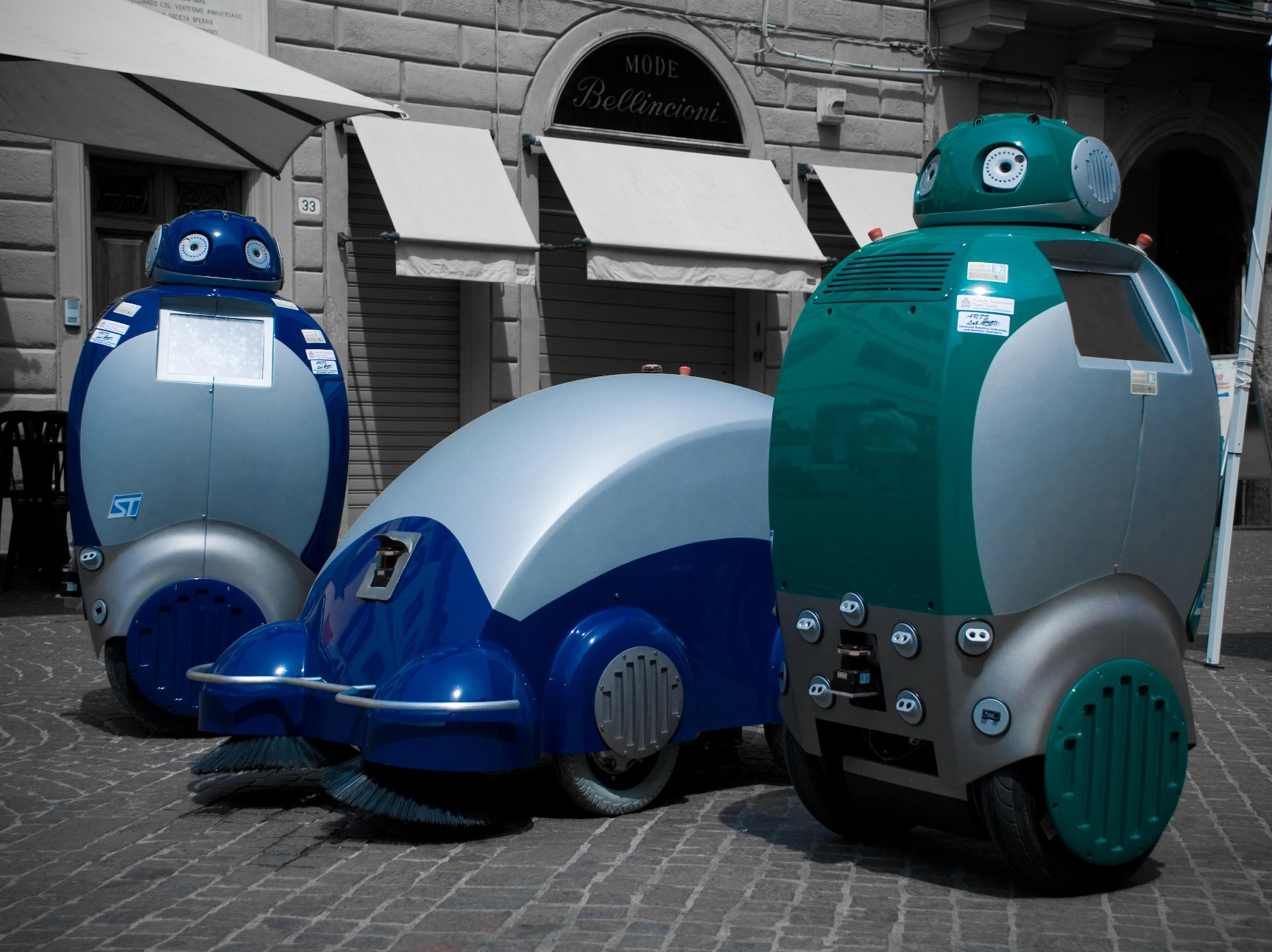

Dustbot es un robot que puede recoger la basura de los hogares. Puede ser llamado mediante teléfono o SMS y utiliza GPS para realizar automáticamente su camino hacia el cliente, recoger la basura  y llevarla a un cubo de basura. Además, los Dustbots llevan sensores ambientales para monitorear los niveles de contaminación sobre, por ejemplo, una zona peatonal. Los prototipos han sido probados en Italia, en Suecia, en Corea y Japón. El proyecto Dustbot está financiado por la Comisión Europea.